# Новале ди Сото (Болцано)
Новале ди Сото је насеље у Италији у округу Болцано, региону Трентино-Јужни Тирол.
Према процени из 2011. у насељу је живело 324 становника. Насеље се налази на надморској висини од 479 м.